# سارکوم
سارکوم (به انگلیسی: Sarcoma) یا چنگار گوشتی به هر یک از گروه تومورهای بدخیم که سلول‌های با پایه مزودرم یا بافت همبندی (و هرنوع بافت با قابلیت جایگزینی به‌جای دیگر بافت‌ها) را هدف قرار دهد گفته می‌شود. این تومورها اگر به‌هنگام و زمان ابتدایی تشخیص داده شوند در حالت خوش‌خیم باقی می‌مانند اما به علت متاستازی سریع از راه مجاری خونی در زیرگروه بدخیم قرار دارند. در پزشکی برای ابتلای هر زیرگروه ویژه یک نام ویژه نیز در نظر گرفته می‌شود مانند لنفوسارکوم که به نئوپلازی در دستگاه لنفاوی گفته شده و در گره‌های لنفاوی واقع در گردن٬ آکسیلا و کشاله نمود می‌یابند.
امروزه این اصطلاح را همچنین به برخی تومورها با منشا اپیتلیال نیز می‌گویند. این تومورها اغلب بدخیم هستند.

## جدول بافت‌شناسی
| بافت‌درگیر  | نوع هایپرپلازی | نام سرطان    |
| ---------- | -------------- | ------------ |
| اپیتلیوم   | خوش‌خیم         | پاپیلوما     |
| اپیتلیوم   | بدخیم          | کارسینوما    |
| بافت همبند | خوش‌خیم         | --           |
| بافت همبند | بدخیم          | سارکوما      |
| غدد        | خوش‌خیم         | آدنوم        |
| غدد        | بدخیم          | آدنوکارسینوم |